# Teatre de l'escorpí
Teatre de l'escorpí va ser una companyia de teatre independent creada el 1974 per Josep Montanyès, Fabià Puigserver, Guillem-Jordi Graells i Joan Nicolàs, amb membres procedents del Grup d'Estudis Teatrals d'Horta, alumnes de l'Institut del Teatre i algunes persones de llarga trajectòria en el teatre independent, com Carlota Soldevila. Seguint el vell model de les companyies molt nombroses, vocacionals i d'activisme político-cultural, es definí des dels seus inicis per la voluntat de centrar-se en la dramatúrgia catalana, aspecte que va mantenir al llarg de tota la seva trajectòria. La companyia va estar en actiu fins al 1982.
Després del segon muntatge, Quiriquibú, un seguit de membres l'abandonaren per integrar-se en un nou projecte, el Teatre Lliure: Puigserver, Soldevila i també Muntsa Alcañiz, Lluís Homar i Domènec Reixach, a més de Lluís Pasqual i Pere Planella, que havien col·laborat anònimament en aquell muntatge. Això determinà que per al tercer muntatge se sumessin esforços amb un renascut Grup d'Estudis Teatrals d'Horta i en el quart encara amb el Grup de l'Escola de Teatre de l'Orfeó de Sants, que fou el darrer de l'etapa. Posteriorment, el nom fou utilitzat per Josep Montanyès per al seu muntatge de Revolta de bruixes i per Guillem-Jordi Graells per a la seva producció de La dama enamorada, purament a efectes formals, tot i que mantenint la dedicació a la dramatúrgia catalana.
El Teatre de l'escorpí fou un exemple de companyia independent sorgida segons vells esquemes, però quan s'estava ja a la recerca de nous models que, bàsicament, permetessin la professionalització. Concebuda encara com una companyia de nombrosos components, sense perspectives de dedicació exclusiva ni professionalitat, podia permetre's un màxim de dos muntatges anuals, a través de llargs períodes d'assaigs, nocturns i en horari posterior a les dedicacions laborals o docents dels seus membres.

## Produccions[1]
- Terra baixa, d'Àngel Guimerà. Versió de Guillem-Jordi Graells. Direcció de Josep Montanyès. Teatre de l'Institut.
- Quiriquibú, de Joan Brossa. Direcció de Guillem-Jordi Graells i F. Puigserver. Casino de l'Aliança del Poble Nou.
- Home amb blues, amb textos de poetes catalans, música de jazz i de Joan Vives. Direcció de Guillem-Jordi Graells i Josep Montanyès. Coproducció amb La locomotora negra i el Grup d'Estudis teatrals d'Horta. Centre Parroquial d'Horta.
- Onze de setembre, de Guillem-Jordi Graells. Direcció de Guillem-Jordi Graells i Josep Montanyès. Coproducció amb el Grup d'Estudis Teatrals d'Horta i el Grup de l'Escola de Teatre de l'Orfeó de Sants. Cotxeres de Sants.
- Revolta de bruixes, de Josep M. Benet i Jornet. Direcció de Josep Montanyès i Josep M. Segarra. Teatre Romea.
- La dama enamorada, de Joan Puig i Ferreter. Versió de G. J. Graells. Direcció de Josep M. Segarra. Festival de Sitges.